# Тертер (Болгарія)
Те́ртер (болг. Тертер) — село в Разградській області Болгарії. Входить до складу общини Кубрат.

## Населення
За даними перепису населення 2011 року у селі проживали 228 осіб, з них 209 осіб (92,5%) — болгари.
Розподіл населення за віком у 2011 році:
Динаміка населення: